# Виборчий округ 51
Виборчий округ 51 — виборчий округ в Донецькій області, більша частина якого внаслідок збройної агресії на сході України тимчасово перебуває під контролем терористичного угруповання «Донецька народна республіка», а тому вибори в більшій частині округу не проводяться, а в 2014 вони не проводились взагалі. У 2019 році вибори проводились лише на двох підконтрольних українській владі виборчих дільницях в смт Зайцеве (дільниці 141523 та 141527), що призвело до парадоксальної ситуації, коли кандидат-мажоритарник був обраний до Верховної Ради отримавши всього лише 220 голосів виборців, при тому що на повністю підконтрольних Україні округам кандидати мають отримати декілька десятків тисяч голосів для перемоги. Подібна ситуація спостерігається і на окрузі №105 в Луганській області. В сучасному вигляді округ був утворений 28 квітня 2012 постановою ЦВК №82 (до цього моменту існувала інша система виборчих округів). Окружна виборча комісія цього округу розташовується в нежитловому приміщенні за адресою смт. Зайцеве, вул. Заливна, 1б.
До складу округу входять Микитівський і Центрально-Міський райони міста Горлівка та частина Бахмутського району (Зайцівська селищна рада). Виборчий округ 51 межує з округом 46 на півночі, з округом 52 на сході, з округом 53 на південному сході, з округом 55 на півдні, з округом 45 на заході та з округом 52 на північному заході. Виборчий округ №51 складається з виборчих дільниць під номерами 141497-141591.

## Народні депутати від округу
| Ім'я                        | Фото | Партія          | Скликання | Дата набуття повноважень | Дата припинення повноважень |
| --------------------------- | ---- | --------------- | --------- | ------------------------ | --------------------------- |
| Гончаров Анатолій Дмитрович |      | Партія регіонів | 7-ме      | 12 грудня 2012           | 27 листопада 2014           |
| Ковальов Олександр Іванович |      | самовисуванець  | 9-те      | 29 серпня 2019           |                             |

## Результати виборів

### Парламентські

#### 2019
Кандидати-мажоритарники:
- Ковальов Олександр Іванович (самовисування)
- Весьолкін Володимир Юрійович (самовисування)
- Батирсултанов Махач Далгатович (самовисування)
- Вишняков Олександр Вікторович (Опозиційний блок)
- Назимко Катерина Сергіївна (самовисування)
- Альоша Андрій Миколайович (Опозиційна платформа — За життя)
- Радченко Дмитро Андрійович (Слуга народу)
- Савченко Надія Вікторівна (Громадсько-політична платформа Надії Савченко)
- Веселова Наталія Василівна (Сила людей)
- Вєтров Сергій Олександрович (самовисування)
- Благун Андрій Вікторович (самовисування)
- Дмітрієв Михайло Миколайович (самовисування)
- Кваша Сергій Валерійович (Європейська Солідарність)
- Макаров Олег Костянтинович (самовисування)
- Честа Дмитро Олександрович (самовисування)
- Житінський Ігор Юрійович (самовисування)
- Карбан Ігор Олексійович (самовисування)
- Кроха Олег Григорович (самовисування)
- Олійник Андрій Юрійович (самовисування)
- Остапенко Леся Григорівна (самовисування)
- Ромашкіна Аліна Олександрівна (самовисування)
- Степаненко Олександр Леонідович (самовисування)
- Чанов Дмитро Геннадійович (самовисування)
- Черенкова Марина Анатоліївна (самовисування)
- Шморгун Юрій Іванович (самовисування)
- Ясиновський Володимир Миколайович (самовисування)

#### 2012
Кандидати-мажоритарники:
- Гончаров Анатолій Дмитрович (Партія регіонів)
- Герасимов Артур Володимирович (самовисування)
- Весьолкін Володимир Юрійович (Батьківщина)
- Карпушев Олексій Олександрович (Комуністична партія України)
- Вініченко Сергій Вікторович (самовисування)
- Антип Петро Іванович (самовисування)
- Березовий Микола Вікторович (УДАР)
- Черненко Віталій Григорович (Соціалістична партія України)
- Алишев Олександр Миколайович (самовисування)
- Поляков Віталій Дмитрійович (самовисування)
- Шило Віталій Олександрович (самовисування)
- Попов Роман Валентинович (самовисування)
- П'ятько Роман Анатолійович (самовисування)

## Явка
Явка виборців на окрузі: